# Goodnight nurse
Goodnight Nurse is een poppunk band uit Nieuw-Zeeland. Deze is in 2001 opgericht met drie mensen, later werden dit er vier. De band bracht twee studioalbums uit (Always And Never in 2006 en Keep Me On Your Side in 2008).

## Bandleden
- Joel Little - Leadzanger
- Sam McCarthy - Gitarist en achtergrondzanger
- Rowan Crowe - Bassist
- Jaden Parkes - Drummer

## Discografie

### Albums
- 2006
  - Always And Never
- 2008
  - Keep Me On Your Side

### Singles
- 2003
  - Loner
- 2004
  - Taking Over
  - Going Away
- 2005
  - Our Song
- 2006
  - My Only
  - Death Goes To The Disco
- 2007
  - All For You
- 2008
  - The Night
  - I Need This